# Little Wonder
Little Wonder è un brano musicale del cantautore britannico David Bowie, prima traccia del suo album Earthling del 1997, e pubblicato come primo singolo estratto da esso. La canzone riscosse il maggior successo tra quelle presenti sul disco, raggiungendo la posizione numero 14 in Gran Bretagna e conquistando la vetta delle classifiche in Giappone.

## Il brano
Bowie, per la composizione del testo della canzone, decise di intraprendere una sfida personale con se stesso vedendo se riusciva ad inserire i nomi di tutti i sette nani di Biancaneve nella canzone. La cosa non solo gli riuscì, ma Bowie, rimasto a corto di nomi di nani, inventò di sana pianta anche un ottavo nano chiamato "Stinky" ("Puzzone"). Il campionamento parlato della frase: «If it's good to ya, it's gotta be good for ya» durante il break strumentale, proviene dall'introduzione parlata della versione dal vivo di una canzone degli Steely Dan intitolata Bodhisattva ed inclusa nel box set Citizen Steely Dan. L'apparentemente oscuro significato del testo del brano, è stato fatto oggetto di analisi ed ha generato due principali correnti interpretative ad opera del giornalista James E. Perone, che scrisse come la canzone potesse essere interpretata semplicemente come un riflesso della personalità sfaccettata di Bowie oppure, in seconda battuta, come l'osservazione dal punto di vista di un alieno di alcuni aspetti della vita terrestre (cosa che sembra essere suffragata dal video del brano stesso diretto da Floria Sigismondi).

## Tracce singolo

### UK CD version 1
1. Little Wonder (edit) - 3:40
2. Little Wonder (Ambient Junior Mix) - 9:55
3. Little Wonder (Club Dub Junior Mix) - 8:10
4. Little Wonder (4/4 Junior Mix) - 8:10
5. Little Wonder (Juniors 7" mix) - 8:10

### UK CD version 2 (limited edition)
1. Little Wonder (edit) - 3:40
2. Telling Lies (Adam F Mix) - 3:58
3. Jump They Say (Leftfield 12" Vocal Mix) - 7:40
4. Little Wonder (Danny Saber Mix) - 3:06

### Versione US CD
1. Little Wonder (Album version) - 6:02
2. Little Wonder (Ambient Junior Mix) - 9:55
3. Little Wonder (Club Dub Junior Mix) - 8:10
4. Little Wonder (Danny Saber Dance Mix) - 5:30

### European CD version 1
1. Little Wonder (Album version) - 6:02
2. Little Wonder (Ambient Junior Mix) - 9:55
3. Little Wonder (Danny Saber Mix) - 3:06
4. Little Wonder (Club Dub Junior Mix) - 8:10
5. Little Wonder (4/4 Junior Mix) - 8:10

### European CD version 2
1. Little Wonder (edit) - 3:40
2. Little Wonder (Junior Club Mix) - 8:10
3. Telling Lies (Adam F Mix) - 3:58

### European CD version 3
1. Little Wonder (edit) - 3:40
2. Telling Lies (Adam F Mix) - 3:58

### Versione CD Japan
1. Little Wonder (edit) - 3:40
2. Little Wonder (Junior Club Mix) - 8:10
3. Little Wonder (Danny Saber Mix) - 3:06
4. Little Wonder (Club Dub Junior Mix) - 8:10
5. Little Wonder (4/4 Junior Mix) - 8:10

### Versione UK 12"
1. Little Wonder (Junior Club Mix) - 8:10
2. Little Wonder (Danny Saber Mix) - 5:30
3. Telling Lies (Adam F Mix) - 3:58

### Versione European 12"
1. Little Wonder (Junior Club Mix) - 8:10
2. Little Wonder (Danny Saber Mix) - 5:30

## Formazione
Produzione
- David Bowie (produzione)
- Mark Plati (co-produttore)
- Reeves Gabrels (co-produttore)

Musicisti
- David Bowie: voce, chitarra, campionamenti, tastiere
- Reeves Gabrels: programmazione computer, sintetizzatori, chitarra, voce
- Mark Plati: programmazione computer, loop, campionamenti, tastiere
- Gail Ann Dorsey: basso, voce
- Zachary Alford: loop di batteria, batteria acustica, percussioni elettroniche
- Mike Garson: tastiere, pianoforte

## Esecuzioni dal vivo
- Bowie eseguì la canzone dal vivo (insieme a Scary Monsters) nell'episodio numero 8 del febbraio 1997 del Saturday Night Live.[4]
- Bowie eseguì la canzone dal vivo nel corso dei GQ Awards di New York City, il 15 ottobre 1997. Questa versione venne poi inclusa nell'album dal vivo LiveAndWell.com nel 2000.
- Una versione registrata al BBC Radio Theatre di Londra, il 27 giugno 2000 fu pubblicata sul bonus disc live successivo alla prima uscita dell'album Bowie at the Beeb.
- David Bowie eseguì la canzone dal vivo nel corso della sua partecipazione come ospite straniero alla quarantasettesima edizione del Festival di Sanremo nel 1997.
- Il 25 giugno 2000 Bowie eseguì Little Wonder al Glastonbury Festival. L'esecuzione è stata pubblicata nell'album Glastonbury 2000 nel 2018.

## Cover
- Haitian Hate Gods - .2 Contamination: A Tribute to David Bowie (2006)
- Idiots Loop - Cover Ups (2019)

## Altre uscite
- Il "Danny Saber Remix" apparve nella colonna sonora dei film Il santo e Hackers. Questo particolare remix venne anche incluso nel CD bonus a 4 tracce che seguì la pubblicazione dell'album LiveAndWell.com del 2000.
- Tre remix, "Censored Video Edit", "Junior Vasquez Club Mix" e "Danny Saber Dance Mix", apparvero anche sul bonus disc della Digibook Expanded Edition dell'album Earthling pubblicata nel 2004.